# Margherita Maria Guaini
Margherita Maria Guaini, all'anagrafe Alice Antonia Guaini (Ceto, 21 novembre 1902 – Varallo, 2 marzo 1994), è stata una religiosa italiana fondatrice delle Missionarie di Gesù Eterno Sacerdote e proclamata Venerabile dalla Chiesa cattolica.

## Biografia
Margherita Maria Guaini nasce il 21 novembre 1902. Lo stesso giorno, al fonte battesimale della chiesa parrocchiale, riceve i nomi di Alice Antonia. Nel 1912 la famiglia si trasferisce a Gozzolina. Il 21 giugno 1914, nella parrocchia dei Santi Nazario e Celso a Castiglione delle Stiviere prende la Prima Comunione. La madre muore il 5 marzo 1923, raccomandando ad Antonietta di fare da mamma ai fratelli e alle sorelle. Il 7 agosto 1925 fa il suo ingresso tra le Ancelle della Carità, e poi il 3 settembre 1929 emette la prima professione. Il 1º marzo 1938 entra al Monastero della Visitazione di Santa Maria a Brescia. Il 25 marzo seguente, con la vestizione, ha il nome di suor Margherita Maria.
Nel 1946 incontra mons. Giovanni Battista Montini raccontandogli di sentirsi ispirata a fondare una Congregazione per sostenere spiritualmente i sacerdoti. "Questa Opera manca alla Chiesa" è la risposta. Nel 1947 lascia così il convento per dare vita alle Missionarie di Gesù Eterno Sacerdote. Dopo un periodo a Matera, lei e le altre suore si trasferiscono in un convento restaurato a Varallo Sesia, con l'appoggio di mons. Gilla Vinceno Gremigni, vescovo di Novara. Nel 1975, anno in cui la Congregazione diventata di diritto pontificio con decreto di Paolo VI, è aperta anche la prima missione in Bolivia. Ne seguiranno poi altre nelle Filippine e in India.
Madre Guaini si spegne a Varallo Sesia, nella Casa Madre delle Missionarie, il 2 marzo 1994. I resti mortali riposano sotto l'altare del Sacro Cuore della Chiesa di Nostra Signora delle Grazie di Varallo.
Nel marzo 1997 papa Giovanni Paolo II ricorda in una lettera il 50° di fondazione della Congregazione "nata dal cuore apostolico di Madre Margherita Maria Guaini", l'apertura della prima missione in Bolivia nel 1975 e la nascita di un Movimento aperto ai laici nel 1976.
Nel 2002 viene fondata a Mizque, in Bolivia, a 2200 metri sulle Ande, una scuola chiamata "Fe y Alegria - Madre Margherita Maria Guaini", da allora a carico della Congregazione delle suore Missionarie di Gesù Eterno Sacerdote: oltre alla materna, comprende anche le scuole elementari e una superiore. Essendo l'unica della zona, raccoglie più di 500 alunni.
Il 29 aprile 2011 il vescovo di Novara, mons. Renato Corti (oggi cardinale), apre la fase diocesana del processo canonico circa le virtù eroiche della serva di Dio, Madre Margherita Maria Guaini, poi conclusasi ad opera del vescovo successore, mons. Franco Giulio Brambilla, il 7 maggio 2016.
Il 17 dicembre 2022 Papa Francesco autorizza la promulgazione del decreto della Congregazione per le Cause dei Santi concernente l'eroicità delle virtù, conferendole quindi il titolo di venerabile.